# Instituto Nacional de Padrões e Tecnologia

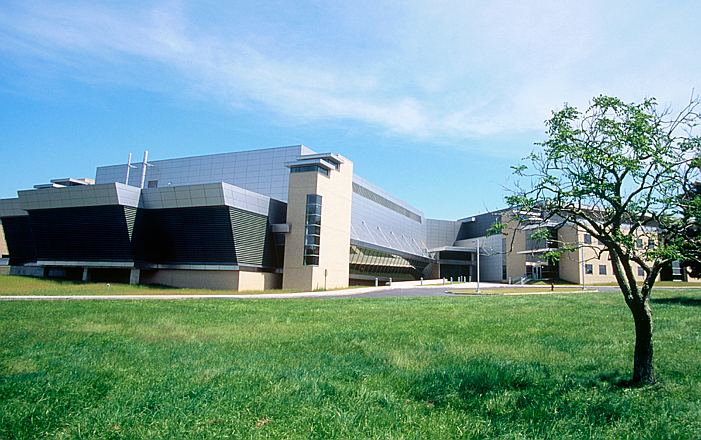
Complexo de Laboratório de Medição Avançada em Gaithersburg, Maryland, EUA.

O National Institute of Standards and Technology (NIST) (em português:  Instituto Nacional de Padrões e Tecnologia), anteriormente conhecido como The National Bureau of Standards, é uma agência governamental não regulatória da administração de tecnologia do Departamento de Comércio dos Estados Unidos. A missão do instituto é promover a inovação e a competitividade industrial dos Estados Unidos, promovendo a metrologia, os padrões e a tecnologia de forma que ampliem a segurança econômica e melhorem a qualidade de vida.

## Colaboração com a NSA
Em 2013, seguindo as revelações de Edward Snowden, o The Guardian e o The New York Times revelaram que o National Institute of Standards and Technology (NIST) permitiu que a Agência de Segurança Nacional (NSA) acrescentasse ao padrão NIST SP 800-90, um gerador de números pseudo-aleatórios chamado Dual EC DRBG, que cria uma backdoor (falha de segurança em um programa ou sistema operacional) que permite que a NSA possa decifrar secretamente o material que foi criptografado com a ajuda deste gerador de números pseudo-aleatórios inserido no padrão NIST SP 800-90.
Temendo a ampla adoção de criptografia, foi a NSA que tomou a atitude de influenciar furtivamente e enfraquecer os padrões de criptografia junto às organizações responsáveis pelos padrões, entre elas o National Institute of Standards and Technology.
Os relatórios revelados mostram que NSA trabalhou secretamente para obter a sua própria versão de SP 800-90 aprovado para uso em todo o mundo em 2006. Os documentos afirmam que  "afinal, a NSA se tornou o único editor" do padrão aprovado pelo NIST.  Os relatórios confirmam as suspeitas levantadas por criptógrafos, em 2007, de que a NSA teria  colocado, secretamente, uma backdoor na norma.
Segundo o New York Times, "em 2006, um documento da NSA que a agência havia quebrado a segurança das comunicações de três companhias aéreas estrangeiras, de um sistema de reserva de viagens, do departamento nuclear de um governo estrangeiro e do serviço de Internet de outro, violando as redes virtuais privadas  que os protegiam.

## Ver Também
- Bullrun (Programa de decriptografia)
- Operações de acesso adaptado
- HTTPS
- IPsec
- Voz sobre IP
- Transport Layer Security
- Banco de dados MNIST